# Scatola (singolo)
Scatola è un singolo della cantante italiana Laura Pausini, pubblicato il 20 gennaio 2022.

## Descrizione
Il testo è stato scritto da Laura Pausini e Madame, la musica da DJ Shablo, Luca Faraone, Laura Pausini e Madame. Il brano è stato adattato e tradotto in lingua spagnola dalla cantante con il titolo Caja ed estratto come singolo in Spagna e in America Latina. Nel brano Laura Pausini parla alla sua lei adolescente.

Riguardo al brano, la cantante ha dichiarato: 
Cita inoltre il brano Billie Jean.
Il brano è utilizzato come colonna sonora del film-documentario Laura Pausini - Piacere di conoscerti con la regia di Ivan Cotroneo e Monica Rametta, disponibile dal 7 aprile 2022 su Prime Video. 
L'8 aprile 2022 è stato pubblicato l'LP 12″ contenente Scatola/Caja a tiratura limitata in 2 edizioni: con vinile di colorazione bianco e con vinile di colorazione cristallo disponibile solo su Amazon.com.

## Promozione
Il brano è stato pubblicato il 20 gennaio 2022 alle ore 20 e in contemporanea il video è stato presentato in alcune piazze attraverso un filmato in 3D (grazie a Urban Vision Media Company e con il supporto di Prime Video):
- Roma, Piazza Navona
- Milano, Corso Garibaldi
- Madrid, Plaza del Callao
- Parigi, Torre Eiffel
- New York, Times Square
- Miami, Bay Side
- Brasilia, Asa Norte Boulevard
- Città del Messico, numerosi schermi in vari punti della città

Laura Pausini ha eseguito Scatola dal vivo per la prima volta il 2 febbraio 2022 nella seconda serata del 72º Festival di Sanremo, mentre Caja il 24 febbraio in collegamento dalla terrazza sul tetto dello Studio Fuksas in centro storico a Roma durante la cerimonia dei Premio Lo Nuestro alla FTX Arena di Miami.

## Tracce
Download digitale
Testi di Laura Pausini e Madame, musiche di Laura Pausini, Madame, DJ Shablo e Luca Faraone.
1. Scatola – 3:27

Download digitale – versione spagnola
Testi di Laura Pausini e Madame, adattamento spagnolo di Laura Pausini, musiche di Laura Pausini, Madame, DJ Shablo e Luca Faraone.
1. Caja – 3:27

7" (bianco e cristallo)
- Lato A

1. Scatola – 3:27 (testo: Laura Pausini e Madame – musica: Laura Pausini, Madame, DJ Shablo e Luca Faraone)

- Lato B

1. Caja – 3:27 (testo: Laura Pausini e Madame, adattamento spagnolo di Laura Pausini – musica: Laura Pausini, Madame, DJ Shablo e Luca Faraone)

CD singolo (distribuito gratuitamente al raduno del fan club ufficiale Laura4U, 8/6/22)
1. Scatola – 3:27 (testo: Laura Pausini e Madame – musica: Laura Pausini, Madame, DJ Shablo e Luca Faraone)
2. Caja – 3:27 (testo: Laura Pausini e Madame, adattamento spagnolo di Laura Pausini – musica: Laura Pausini, Madame, DJ Shablo e Luca Faraone)
3. Instrumental – 3:27 (testo: Laura Pausini e Madame – musica: Laura Pausini, Madame, DJ Shablo e Luca Faraone)

## Nomination
Nel 2023, con il brano Caja, Laura Pausini riceve una nomination al Premio Lo Nuestro nella categoria Canzone pop dell'anno.

## Video musicale
In contemporanea con l'uscita del singolo è stato pubblicato sul canale YouTube della Warner Music Italy il Visual Art Video del brano (in lingua italiana e in lingua spagnola). Il videoclip vero e proprio è stato invece reso disponibile il 26 febbraio 2022 sul canale YouTube della Warner Music Italy.
Il videoclip è stato diretto dai registi Antonio Usbergo e Niccolò Celaia di YouNuts!, con alcune immagini estratte dal documentario Laura Pausini - Piacere di conoscerti.
Nel video Laura Pausini ritrova sé stessa e dialoga con la giovane che era in lei, interpretata da Cezara Zeka.

## Classifiche
| Classifica (2022) | Posizione massima |
| ----------------- | ----------------- |
| Italia            | 47                |